# Antikultovní hnutí
Termínem antikultovní hnutí se označuje nejednotný proud organizací i jednotlivců, kteří se snaží upozornit na možné nebezpečí nových náboženských hnutí (NNH).
Vzájemný vztah mezi novými náboženskými hnutími a antikultovním hnutím zkoumá sociologie náboženství.
Za první organizace, které je možné označit za antikultovní hnutí patřily ve Spojených státech působící organizace FREECOG (z anglického Freedom for Children of God) a CAN (Cult Awareness Network). V České republice působí obdobně Společnost pro studium sekt a nových náboženských směrů od roku 1993.
Podle religionisty Dušana Lužného antikultovní hnutí mediálně upozorňují na nebezpečí nových náboženských hnutí a mnohé skupiny antikultovního hnutí se soustředí také na možnost „vysvobození“ členů z negativního vlivu náboženské skupiny. Dále uvádí: „Některé tyto metody, zejména tzv. deprogramování, však hraničí se základními lidskými právy a o jejich oprávněnosti a adekvátnosti lze s velkým úspěchem polemizovat“.

## Historie antikultovních hnutí
První organizace, které by se daly označit za antikultovní, se začaly objevovat v 70. letech 20. století mezi evangelikálními skupinami. Mezi nejvýznamnější patřily FREECOG založené Tedem Patrickem a později CAN založené Rickem Rossem.
Problematický a protiprávní postoj k NNH se projevil u činnosti organizace CAN, která v případu násilného „deprogramování“ Jasona Scotta utratila většinu prostředků svých dárců za právní pomoc a vyhlásila bankrot. Případ dovedl k osobnímu bankrotu i Ricka Rosse. V říjnu 1996 zakoupili veškerá práva na provozování obchodního jména CAN scientologové. Rick Ross později založil webovou stránku s názvem Rick Ross Institute, který čelil další žalobě.
Z hlediska motivace můžeme v antikultovním hnutí rozlišit:
- rodičovské iniciativy
- spolky bývalých členů hnutí
- křesťanské apologety
- psychology zaměřené na tzv. kultovní psychopatologii
- právníky usilující o obžalobu náboženských společností

a další specializace. 

### Antikultovní hnutí v Česku
V České republice působí od roku 1993 Společnost pro studium sekt a nových náboženských směrů, která je religionisty považována za antikultovní hnutí.

### Antikultovní hnutí v Evropě
V Evropské unii působí od roku 1994 organizace FECRIS (francouzsky: Fédération Européenne des Centres de Recherche et d'Information sur le Sectarisme, anglicky: European Federation of Centres of Research and Information on Sectarianism), která vznikla na popud francouzské antikultovní organizace UNDAFI (anglicky: National Union of Associations for the Defence of Family and the Individual) jako zastřešující pro evropské organizace zkoumající činnost skupin považovaných za kulty. Od roku 2003 je financována francouzskou vládou. a v roce 2009 získala dokonce zvláštní konzultativní status ECOSOC (Economic and Social Council) při OSN. Mezi antikultovní hnutí je organizace FECRIS řazena např. Eileen Barkerovou podle které je založena s účelem zastřešení většího počtu antikultovních skupin, nebo Paulem A. Marshallem, který napsal, že mnoho cult-awareness groups (CAGs) které zkoumají nová náboženská hnutí patří do FECRIS. Organizace European Coordination for Freedom of Conscience, která je účastnickou organizací Platformy základních práv EU (anglicky: EU Fundamental Rights Platform) vydala v roce 2014 report ohledně FECRIS, popisující rozdíly mezi tím, jak organizace popisuje sama sebe, a co ve skutečnosti dělají a říkají její klíčové osobnosti. Shrnula, že „činnost FECRIS představuje porušení principů respektu a tolerance vůči víře či přesvědčení ... a je v přímém protikladu k principům Evropské úmluvy o lidských právech a dalším mezinárodním nástrojům v oblasti lidských práv“.
V Rakousku antikultovní hnutí reprezentuje GSK (Gesellschaft gegen Sekten und Kultgefahren), v roce 1992 přejmenované z Asociace pro duševní zdraví (Verein zur Wahrung der geistigen Freiheit), kterou založila psycholožka Brigitte Rollettová 29. září 1977 angažující se v informační kampani proti náboženským menšinám a novým náboženským hnutím. GSK je deklarovaným členem FECRIS. Mezi lety 1992 a 2008 bylo GSK financováno zemskou vládou města Vídně. Další financování z fondů zemské vlády Dolního Rakouska je podle report HRWF netransparentní.

## Projevy antikultovních hnutí
Jedna z prvních vědeckých prací, která se zabývá problematikou antikultovních hnutí, je dílo The New Vigilantes: Deprogrammers, Anti-Cultists and the New Religions od Davida G. Bromleyho a Ansona Shupeho, kteří rozlišují dva možné způsoby přístupů antikultovních hnutí k novým náboženským hnutím. Ty se samozřejmě mohou prolínat a vzájemně doplňovat, jsou to:
1. Náboženský, který pohlíží na nová náboženská hnutí jako na dílo Satana (např. věroučný omyl, který může člověka vést ke zlému).
2. Sekulárně-racionalistický, který zdůrazňuje psychickou manipulaci a újmu, kterou nová náboženská hnutí navozují svým členům.[20]